# Нивх диф
«Нивх диф» (Нивхское слово) — советская и российская бесплатная газета, выходящая параллельно на нивхском и русском языках, издаваемая в селе Некрасовка Охинского округа Сахалинской области.
Газета выходит с 1990 года один раз в месяц на четырёх полосах. До 1996 года представляла собой приложение к газете «Сахалинский нефтяник», позже превратилась в самостоятельное издание с тиражом 350 экземпляров. По состоянию на 2013 год вышло 249 номеров.
Является единственной в мире газетой на нивхском языке (в 1930-е годы издавалась нивхская газета Nivxgu mәkәr-qlaj-d̦if), однако из-за проблем с финансированием находится на грани закрытия. Учредитель газеты — администрация Сахалинской области, администрация признаёт за газетой официальный статус, что добавляет веса и самому изданию, а также популяризирует письменный нивхский язык. Публикуются новости районов, населённых нивхами, а также материалы по культуре и языку нивхов. Главный редактор — Фёдор Сергеевич Мыгун.